# Frente Nacional (1959)
A Frente Nacional, foi uma organização política da extrema-direita que em maio de 1959 apresentou o seu manifesto, assumindo-se como defensora da política do Estado Novo.

## Ligações Externas
- Direitas Radicais (Instituto de Ciências Sociais da Universidade de Lisboa)
- Panfletos da Frente Nacional (Ephemera)